# Liga Venezolana de Béisbol Profesional 2011-12
La temporada de la Liga Venezolana de Béisbol Profesional 2011-12 es la 64.ª edición de este campeonato. Comenzó el 12 de octubre de 2011 y finalizó el 29 de enero de 2012. Un total de 8 equipos participaron en la competición al igual que en la temporada anterior. Los cinco mejores equipos posicionados en la Ronda Regular obtuvieron un cupo directo al Round Robin o Todos Contra Todos, que comenzó el 2 de enero de 2012 y que clasificó a la final a los dos mejores equipos: Tigres de Aragua y Tiburones de La Guaira, reeditando así la serie final que tuvo lugar exactamente 40 años antes y que nuevamente fue ganada por el equipo Tigres de Aragua (aunque antes los de Maracay serían barridos en la Final de la zafra 1984-1985 ante los guaireños) quienes obtuvieron su noveno título y el derecho a representar a Venezuela en la Serie del Caribe 2012. También fue significativo el pase a la final por primera vez en 25 años de los Tiburones de La Guaira, cosa que no ocurría desde la temporada 1986-87 cuando fueron barridos por los Leones del Caracas.
El torneo se jugó en honor a Alfredo Guadarrama, quien fuera presidente del equipo Navegantes del Magallanes en la década de 1990. Asimismo, la LVBP se convirtió en la primera liga deportiva de béisbol en ser Embajador de la UNICEF

## Equipos participantes
| Equipos                   | Equipos   | Equipos                           | Equipos                   | Equipos      | Equipos   | Equipos |
| Equipo                    | Fundación | Ciudad/Estado                     | Estadio                   | Inauguración | Capacidad |         |
| ------------------------- | --------- | --------------------------------- | ------------------------- | ------------ | --------- | ------- |
| Águilas del Zulia         | 1968      | Maracaibo, Zulia                  | Luis Aparicio "El Grande" | 1955         | 23,000    |         |
| Bravos de Margarita       | 2007      | Porlamar, Nueva Esparta           | Estadio Nueva Esparta     | 1990         | 9,030     |         |
| Cardenales de Lara        | 1942      | Barquisimeto, Lara                | Antonio Herrera Gutiérrez | 1969         | 20,784    |         |
| Caribes de Anzoátegui     | 1987      | Puerto La Cruz, Estado Anzoátegui | Alfonso Chico Carrasquel  | 1991         | 17,088    |         |
| Leones del Caracas        | 1952      | Caracas, Distrito Capital         | Universitario de Caracas  | 1951         | 20,723    |         |
| Navegantes del Magallanes | 1917      | Valencia, Carabobo                | José Bernardo Pérez       | 1955         | 14,850    |         |
| Tiburones de La Guaira    | 1962      | La Guaira, Vargas                 | Universitario de Caracas  | 1951         | 20,723    |         |
| Tigres de Aragua          | 1965      | Maracay, Aragua                   | José Pérez Colmenares     | 1965         | 15,723    |         |

## Estadios
| |                                                                                                |                                                                                                   | |
| |                                                                                                |                                                                                                   | |
| Estadio Universitario (UCV) Ciudad: Caracas Capacidad: 20.723 Club: Leones del Caracas Tiburones de La Guaira | Estadio Luis Aparicio "El Grande" Ciudad: Maracaibo Capacidad: 23.000 Club: Águilas del Zulia  | Estadio Antonio Herrera Gutiérrez Ciudad: Barquisimeto Capacidad: 20.784 Club: Cardenales de Lara | Estadio Alfonso Chico Carrasquel Ciudad: Puerto La Cruz Capacidad: 17.088 Club: Caribes de Anzoátegui |
| |                                                                                                |                                                                                                   | |
| Estadio Nueva Esparta Ciudad: Porlamar Capacidad: 16.100 Club: Bravos de Margarita                            | Estadio José Bernardo Pérez Ciudad: Valencia Capacidad: 14.850 Club: Navegantes del Magallanes | Estadio José Pérez Colmenares Ciudad: Maracay Capacidad: 15.723 Club: Tigres de Aragua            | Estadio La Ceiba Ciudad: Ciudad Guayana Capacidad: 30.000 Club: No tiene                              |

## Temporada regular
| Pos | Equipo                    | J  | G  | P  | AVE. | Dif. |
| --- | ------------------------- | -- | -- | -- | ---- | ---- |
| 1   | Tiburones de La Guaira    | 63 | 37 | 26 | .587 | --   |
| 2   | Navegantes del Magallanes | 63 | 33 | 30 | .523 | 4    |
| 3   | Caribes de Anzoátegui     | 63 | 33 | 30 | .523 | 4    |
| 4   | Tigres de Aragua          | 62 | 32 | 30 | .516 | 4.5  |
| 5   | Águilas del Zulia         | 62 | 32 | 30 | .516 | 4.5  |
| 6   | Cardenales de Lara        | 63 | 31 | 32 | .492 | 6    |
| 7   | Leones del Caracas        | 63 | 28 | 35 | .443 | 9    |
| 8   | Bravos de Margarita       | 63 | 25 | 38 | .396 | 12   |

|  | Clasifica al Round Robin o Todos contra Todos |

### Partidos
| Tiburones de La Guaira    | 6 - 3  | Caribes de Anzoátegui     | Alfonso Carrasquel        | 12 de octubre Día de la resistencia indígena | 6:30pm | Meridiano TV ESPN2 |
| Bravos de Margarita       | 0 - 6  | Leones del Caracas        | Universitario de Caracas  | 12 de octubre Día de la resistencia indígena | 4:00pm | DirecTV            |
| Cardenales de Lara        | 1 - 2  | Tigres de Aragua          | José Pérez Colmenares     | 12 de octubre Día de la resistencia indígena | 7:30pm | Promar TV          |
| Navegantes del Magallanes | 14 - 8 | Águilas del Zulia         | Luis Aparicio             | 12 de octubre Día de la resistencia indígena | 4:30pm |                    |
| Tiburones de La Guaira    | 4 - 3  | Caribes de Anzoátegui     | Alfonso Carrasquel        | 13 de octubre                                | 7:30pm | Anzoátegui TV      |
| Cardenales de Lara        | 4 - 5  | Leones del Caracas        | Universitario de Caracas  | 13 de octubre                                | 7:30pm | DirecTV            |
| Bravos de Margarita       | 1 - 5  | Tigres de Aragua          | José Pérez Colmenares     | 13 de octubre                                | 7:30pm |                    |
| Navegantes del Magallanes | 13 - 4 | Águilas del Zulia         | Luis Aparicio             | 13 de octubre                                | 7:30pm |                    |
| Tiburones de La Guaira    | 13 - 4 | Caribes de Anzoátegui     | Alfonso Carrasquel        | 14 de octubre                                | 7:30pm | Anzoátegui TV      |
| Cardenales de Lara        | 3 - 10 | Leones del Caracas        | Universitario de Caracas  | 14 de octubre                                | 7:30pm | Meridiano TV       |
| Bravos de Margarita       | 4 - 11 | Tigres de Aragua          | José Pérez Colmenares     | 14 de octubre                                | 7:30pm | DirecTV            |
| Navegantes del Magallanes | 2 - 3  | Águilas del Zulia         | Luis Aparicio             | 14 de octubre                                | 7:30pm |                    |
| Leones del Caracas        | 3 - 6  | Caribes de Anzoátegui     | Alfonso Carrasquel        | 15 de octubre                                | 6:00pm | Anzoátegui TV      |
| Tigres de Aragua          | 5 - 8  | Tiburones de La Guaira    | Universitario de Caracas  | 15 de octubre                                | 6:00pm | DirecTV            |
| Bravos de Margarita       | 0 - 9  | Navegantes del Magallanes | José Bernardo Pérez       | 15 de octubre                                | 5:30pm | Meridiano TV       |
| Águilas del Zulia         | 11 - 0 | Cardenales de Lara        | Antonio Herrera Gutiérrez | 15 de octubre                                | 5:30pm | Promar TV          |
| Leones del Caracas        | 3 - 9  | Caribes de Anzoátegui     | Alfonso Carrasquel        | 16 de octubre                                | 4:00pm | Anzoátegui TV      |
| Bravos de Margarita       | 3 - 2  | Tiburones de La Guaira    | Universitario de Caracas  | 16 de octubre                                | 1:00pm | Venevisión         |
| Tigres de Aragua          | 6 - 7  | Navegantes del Magallanes | José Bernardo Pérez       | 16 de octubre                                | 5:00pm | Meridiano TV       |
| Águilas del Zulia         | 0 - 1  | Cardenales de Lara        | Antonio Herrera Gutiérrez | 16 de octubre                                | 1:30pm | DirecTV Promar TV  |

| Tigres de Aragua          | 2 - 1              | Bravos de Margarita       | Nueva Esparta             | 18 de octubre | 7:30pm |              |
| Navegantes del Magallanes | 5 - 6              | Tiburones de La Guaira    | Universitario de Caracas  | 18 de octubre | 7:30pm | Meridiano TV |
| Cardenales de Lara        | 5 - 0              | Águilas del Zulia         | Luis Aparicio "El Grande" | 18 de octubre | 7:30pm | DirecTV      |
| Tigres de Aragua          | 3 - 6              | Bravos de Margarita       | Nueva Esparta             | 19 de octubre | 7:30pm |              |
| Caribes de Anzoátegui     | 3 - 12             | Leones del Caracas        | Universitario de Caracas  | 19 de octubre | 7:30pm | DirecTV      |
| Tiburones de La Guaira    | 13 - 4             | Navegantes del Magallanes | José Bernardo Pérez       | 19 de octubre | 7:30pm | ESPN2        |
| Cardenales de Lara        | 7 - 3              | Águilas del Zulia         | Luis Aparicio "El Grande" | 19 de octubre | 7:30pm | Promar TV    |
| Leones del Caracas        | 3 - 1              | Bravos de Margarita       | Nueva Esparta             | 20 de octubre | 7:30pm | DirecTV      |
| Tiburones de La Guaira    | 4 - 5 (10 innings) | Tigres de Aragua          | José Pérez Colmenares     | 20 de octubre | 7:30pm |              |
| Caribes de Anzoátegui     | 7 - 8 (10 innings) | Cardenales de Lara        | Antonio Herrera Gutiérrez | 20 de octubre | 7:30pm | Promar TV    |
| Leones del Caracas        | 0 - 1              | Bravos de Margarita       | Nueva Esparta             | 21 de octubre | 7:30pm | DirecTV      |
| Tigres de Aragua          | 6 - 15             | Tiburones de La Guaira    | Universitario de Caracas  | 21 de octubre | 7:30pm |              |
| Navegantes del Magallanes | 5 - 0              | Cardenales de Lara        | Antonio Herrera Gutiérrez | 21 de octubre | 7:30pm | Meridiano TV |
| Caribes de Anzoátegui     | 3 - 0              | Águilas del Zulia         | Luis Aparicio "El Grande" | 21 de octubre | 7:30pm |              |
| Tiburones de La Guaira    | 2 - 7              | Bravos de Margarita       | Nueva Esparta             | 22 de octubre | 6:00pm |              |
| Tigres de Aragua          | 6 - 1              | Leones del Caracas        | Universitario de Caracas  | 22 de octubre | 5:00pm | Meridiano TV |
| Cardenales de Lara        | 4 - 5 (11 innings) | Navegantes del Magallanes | José Bernardo Pérez       | 22 de octubre | 5:30pm | DirecTV      |
| Caribes de Anzoátegui     | 4 - 3              | Águilas del Zulia         | Luis Aparicio "El Grande" | 22 de octubre | 5:30pm |              |
| Tiburones de La Guaira    | 3 - 1              | Bravos de Margarita       | Nueva Esparta             | 23 de octubre | 6:00pm |              |
| Cardenales de Lara        | 5 - 10             | Leones del Caracas        | Universitario de Caracas  | 23 de octubre | 4:00pm |              |
| Navegantes del Magallanes | 2 - 1              | Tigres de Aragua          | José Pérez Colmenares     | 23 de octubre | 2:00pm | Venevisión   |
| Caribes de Anzoátegui     | 6 - 8              | Águilas del Zulia         | Luis Aparicio "El Grande" | 23 de octubre | 4:00pm |              |

| Bravos de Margarita       | 3 - 4              | Caribes de Anzoátegui     | Alfonso Chico Carrasquel  | 25 de octubre | 7:30pm | Anzoátegui TV        |
| Cardenales de Lara        | 7 - 2              | Tiburones de La Guaira    | Universitario de Caracas  | 25 de octubre | 7:30pm |                      |
| Leones del Caracas        | 7 - 2              | Tigres de Aragua          | José Pérez Colmenares     | 25 de octubre | 7:30pm | DirecTV              |
| Águilas del Zulia         | 3 - 5              | Navegantes del Magallanes | Independencia             | 25 de octubre | 7:30pm | Meridiano TV         |
| Bravos de Margarita       | 3 - 10             | Caribes de Anzoátegui     | Alfonso Chico Carrasquel  | 26 de octubre | 7:30pm | Anzoátegui TV        |
| Águilas del Zulia         | 5 - 2              | Leones del Caracas        | Universitario de Caracas  | 26 de octubre | 7:30pm | ESPN2                |
| Tigres de Aragua          | 1 - 8              | Navegantes del Magallanes | José Bernardo Pérez       | 26 de octubre | 7:30pm | DirecTV              |
| Tiburones de La Guaira    | 5 - 3              | Cardenales de Lara        | Antonio Herrera Gutiérrez | 26 de octubre | 7:30pm | Promar TV            |
| Bravos de Margarita       | 1 - 3              | Caribes de Anzoátegui     | Alfonso Chico Carrasquel  | 27 de octubre | 7:30pm | Anzoátegui TV        |
| Águilas del Zulia         | 3 - 6              | Leones del Caracas        | Universitario de Caracas  | 27 de octubre | 7:30pm | Meridiano TV         |
| Tiburones de La Guaira    | Suspendido         | Navegantes del Magallanes | José Bernardo Pérez       | 27 de octubre | 7:30pm | DirecTV              |
| Águilas del Zulia         | 4 - 5 (10 innings) | Bravos de Margarita       | Nueva Esparta             | 28 de octubre | 7:30pm |                      |
| Cardenales de Lara        | 2 - 9              | Caribes de Anzoátegui     | Alfonso Chico Carrasquel  | 28 de octubre | 7:30pm | Anzoátegui TV        |
| Leones del Caracas        | 0 - 3              | Tiburones de La Guaira    | Universitario de Caracas  | 28 de octubre | 7:30pm | DirecTV              |
| Navegantes del Magallanes | 1 - 3              | Tigres de Aragua          | José Pérez Colmenares     | 28 de octubre | 7:30pm | Meridiano TV         |
| Águilas del Zulia         | 7 - 5              | Bravos de Margarita       | Nueva Esparta             | 29 de octubre | 6:00pm |                      |
| Cardenales de Lara        | 5 - 0              | Caribes de Anzoátegui     | Alfonso Chico Carrasquel  | 29 de octubre | 6:00pm | Anzoátegui TV        |
| Navegantes del Magallanes | 3 - 5              | Leones del Caracas        | Universitario de Caracas  | 29 de octubre | 5:00pm | DirecTV Meridiano TV |
| Tiburones de La Guaira    | 4 - 1              | Tigres de Aragua          | José Pérez Colmenares     | 29 de octubre | 5:30pm |                      |
| Águilas del Zulia         | 4 - 1              | Bravos de Margarita       | Nueva Esparta             | 30 de octubre | 6:00pm |                      |
| Cardenales de Lara        | 0 - 2              | Caribes de Anzoátegui     | Alfonso Chico Carrasquel  | 30 de octubre | 4:00pm | Anzoátegui TV        |
| Tigres de Aragua          | 4 - 0              | Tiburones de La Guaira    | Universitario de Caracas  | 30 de octubre | 1:00pm | Meridiano TV         |
| Leones del Caracas        | 5 - 0              | Navegantes del Magallanes | José Bernardo Pérez       | 30 de octubre | 5:30pm | DirecTV Venevisión   |

| Caribes de Anzoátegui     | 0 - 1      | Bravos de Margarita       | Nueva Esparta             | 1 de noviembre                    | 7:30pm |                            |
| Tiburones de La Guaira    | 4 - 14     | Leones del Caracas        | Universitario de Caracas  | 1 de noviembre                    | 7:30pm | Meridiano TV               |
| Navegantes del Magallanes | 3 - 5      | Cardenales de Lara        | Antonio Herrera Gutiérrez | 1 de noviembre                    | 7:30pm | DirecTV Promar TV Diferido |
| Tigres de Aragua          | 3 - 5      | Águilas del Zulia         | Luis Aparicio "El Grande" | 1 de noviembre                    | 7:30pm |                            |
| Caribes de Anzoátegui     | 3 - 11     | Bravos de Margarita       | Nueva Esparta             | 2 de noviembre Día de los Muertos | 7:30pm |                            |
| Leones del Caracas        | 6 - 7      | Tiburones de La Guaira    | Universitario de Caracas  | 2 de noviembre Día de los Muertos | 7:30pm | DirecTV                    |
| Cardenales de Lara        | 1 - 4      | Navegantes del Magallanes | José Bernardo Pérez       | 2 de noviembre Día de los Muertos | 7:30pm | ESPN2 Promar TV            |
| Tigres de Aragua          | 3 - 4      | Águilas del Zulia         | Luis Aparicio "El Grande" | 2 de noviembre Día de los Muertos | 7:30pm |                            |
| Leones del Caracas        | 0 - 1      | Tigres de Aragua          | José Pérez Colmenares     | 3 de noviembre                    | 7:30pm | DirecTV                    |
| Bravos de Margarita       | 7 - 5      | Navegantes del Magallanes | José Bernardo Pérez       | 3 de noviembre                    | 7:30pm | Meridiano TV               |
| Tiburones de La Guaira    | 3 - 4      | Cardenales de Lara        | Antonio Herrera Gutiérrez | 3 de noviembre                    | 7:30pm | Promar TV Diferido         |
| Navegantes del Magallanes | 6 - 1      | Leones del Caracas        | Universitario de Caracas  | 4 de noviembre                    | 7:30pm | DirecTV Meridiano TV       |
| Bravos de Margarita       | 2 - 0      | Tigres de Aragua          | José Pérez Colmenares     | 4 de noviembre                    | 7:30pm |                            |
| Caribes de Anzoátegui     | 3 - 4      | Cardenales de Lara        | Antonio Herrera Gutiérrez | 4 de noviembre                    | 7:30pm | Promar TV Diferido         |
| Tiburones de La Guaira    | 3 - 5      | Águilas del Zulia         | Luis Aparicio "El Grande" | 4 de noviembre                    | 7:30pm |                            |
| Bravos de Margarita       | 12 - 7     | Leones del Caracas        | Universitario de Caracas  | 5 de noviembre                    | 5:00pm | DirecTV                    |
| Tigres de Aragua          | Suspendido | Navegantes del Magallanes | José Bernardo Pérez       | 5 de noviembre                    | 5:30pm | Meridiano TV               |
| Caribes de Anzoátegui     | 2 - 1      | Cardenales de Lara        | Antonio Herrera Gutiérrez | 5 de noviembre                    | 5:30pm |                            |
| Tiburones de La Guaira    | 0 - 4      | Águilas del Zulia         | Luis Aparicio "El Grande" | 5 de noviembre                    | 5:30pm |                            |
| Bravos de Margarita       | 0 - 6      | Leones del Caracas        | Universitario de Caracas  | 6 de noviembre                    | 4:00pm |                            |
| Cardenales de Lara        | 6 - 5      | Tigres de Aragua          | José Pérez Colmenares     | 6 de noviembre                    | 6:15pm | Meridiano TV               |
| Caribes de Anzoátegui     | 5 - 4      | Navegantes del Magallanes | José Bernardo Pérez       | 6 de noviembre                    | 5:30pm | DirecTV                    |
| Tiburones de La Guaira    | 5 - 2      | Águilas del Zulia         | Luis Aparicio "El Grande" | 6 de noviembre                    | 2:30pm | Venevisión                 |

| Tigres de Aragua          | 3 - 1              | Bravos de Margarita       | Nueva Esparta             | 8 de noviembre  | 7:30pm  |                         |
| Navegantes del Magallanes | 4 - 5              | Tiburones de La Guaira    | Universitario de Caracas  | 8 de noviembre  | 7:30pm  | DirecTV                 |
| Leones del Caracas        | 3 - 5              | Cardenales de Lara        | Antonio Herrera Gutiérrez | 8 de noviembre  | 7:30pm  | Meridiano TV            |
| Tigres de Aragua          | 8 - 4              | Bravos de Margarita       | Nueva Esparta             | 9 de noviembre  | 7:30pm  |                         |
| Navegantes del Magallanes | 2 - 3              | Caribes de Anzoátegui     | Alfonso Chico Carrasquel  | 9 de noviembre  | 7:30pm  | DirecTV                 |
| Tiburones de La Guaira    | 3 - 4              | Leones del Caracas        | Universitario de Caracas  | 9 de noviembre  | 7:30pm  | ESPN2                   |
| Águilas del Zulia         | 10 - 2             | Cardenales de Lara        | Antonio Herrera Gutiérrez | 9 de noviembre  | 7:30pm  | Promar TV               |
| Tigres de Aragua          | 7 - 3              | Bravos de Margarita       | Nueva Esparta             | 10 de noviembre | 7:30pm  |                         |
| Navegantes del Magallanes | 0 - 6              | Caribes de Anzoátegui     | Alfonso Chico Carrasquel  | 10 de noviembre | 7:30pm  | DirecTV                 |
| Águilas del Zulia         | 10 - 8             | Tiburones de La Guaira    | Universitario de Caracas  | 10 de noviembre | 7:30pm  | Meridiano TV            |
| Cardenales de Lara        | 4 - 5 (11 innings) | Bravos de Margarita       | Nueva Esparta             | 11 de noviembre | 7:30pm  |                         |
| Navegantes del Magallanes | 7 - 3              | Caribes de Anzoátegui     | Alfonso Chico Carrasquel  | 11 de noviembre | 7:30pm  | DirecTV                 |
| Águilas del Zulia         | 4 - 3              | Leones del Caracas        | Universitario de Caracas  | 11 de noviembre | 7:30pm  | Meridiano TV            |
| Tiburones de La Guaira    | 4 - 9              | Tigres de Aragua          | José Pérez Colmenares     | 11 de noviembre | 7:30pm  |                         |
| Cardenales de Lara        | 3 - 2              | Bravos de Margarita       | Nueva Esparta             | 12 de noviembre | 6:00pm  |                         |
| Cardenales de Lara        | 2 - 3 (10 innings) | Bravos de Margarita       | Nueva Esparta             | 12 de noviembre | 10:22pm |                         |
| Águilas del Zulia         | 3 - 0              | Caribes de Anzoátegui     | Alfonso Chico Carrasquel  | 12 de noviembre | 6:00pm  | Anzoátegui TV           |
| Leones del Caracas        | 4 - 5              | Tiburones de La Guaira    | Universitario de Caracas  | 12 de noviembre | 5:00pm  | DirecTV                 |
| Navegantes del Magallanes | 8 - 9 (12 innings) | Tigres de Aragua          | José Pérez Colmenares     | 12 de noviembre | 5:30pm  | Meridiano TV            |
| Cardenales de Lara        | 1 - 3              | Bravos de Margarita       | Nueva Esparta             | 13 de noviembre | 6:00pm  |                         |
| Águilas del Zulia         | 3 - 4              | Caribes de Anzoátegui     | Alfonso Chico Carrasquel  | 13 de noviembre | 4:00pm  | Anzoátegui TV           |
| Tigres de Aragua          | 10 - 3             | Tiburones de La Guaira    | Universitario de Caracas  | 13 de noviembre | 1:00pm  | DirecTV                 |
| Leones del Caracas        | 1 - 2              | Navegantes del Magallanes | José Bernardo Pérez       | 13 de noviembre | 5:30pm  | Venevisión Meridiano TV |

| Navegantes del Magallanes | 4 - 6              | Tiburones de La Guaira    | Universitario de Caracas  | 14 de noviembre | 7:30pm | Meridiano TV       |
| Tiburones de La Guaira    | 7 - 3              | Leones del Caracas        | Universitario de Caracas  | 15 de noviembre | 7:30pm | Meridiano TV       |
| Bravos de Margarita       | 3 - 4 (12 innings) | Tigres de Aragua          | José Pérez Colmenares     | 15 de noviembre | 7:30pm |                    |
| Cardenales de Lara        | 3 - 2              | Navegantes del Magallanes | José Bernardo Pérez       | 15 de noviembre | 7:30pm | DirecTV            |
| Caribes de Anzoátegui     | 5 - 1              | Águilas del Zulia         | Luis Aparicio "El Grande" | 15 de noviembre | 7:30pm |                    |
| Navegantes del Magallanes | 2 - 13             | Tiburones de La Guaira    | Universitario de Caracas  | 16 de noviembre | 7:30pm | DirecTV            |
| Leones del Caracas        | 1 - 3              | Tigres de Aragua          | José Pérez Colmenares     | 16 de noviembre | 7:30pm |                    |
| Bravos de Margarita       | 0 - 7              | Cardenales de Lara        | Antonio Herrera Gutiérrez | 16 de noviembre | 7:30pm | Promar TV          |
| Caribes de Anzoátegui     | 2 - 5              | Águilas del Zulia         | Luis Aparicio "El Grande" | 16 de noviembre | 7:30pm | ESPN2              |
| Bravos de Margarita       | 6 - 2              | Águilas del Zulia         | Luis Aparicio "El Grande" | 17 de noviembre | 7:30pm | Meridiano TV       |
| Navegantes del Magallanes | 7 - 2              | Leones del Caracas        | Universitario de Caracas  | 17 de noviembre | 7:30pm | Venevisión DirecTV |
| Caribes de Anzoátegui     | 2 - 3              | Cardenales de Lara        | Antonio Herrera Gutiérrez | 17 de noviembre | 7:30pm | Promar TV          |
| Bravos de Margarita       | 3 - 4 (10 innings) | Águilas del Zulia         | Luis Aparicio "El Grande" | 18 de noviembre | 1:30pm | Meridiano TV       |
| Tigres de Aragua          | 1 - 5              | Tiburones de La Guaira    | Universitario de Caracas  | 18 de noviembre | 7:30pm |                    |
| Caribes de Anzoátegui     | 3 - 1              | Navegantes del Magallanes | José Bernardo Pérez       | 18 de noviembre | 7:30pm | DirecTV            |
| Leones del Caracas        | 9 - 5              | Cardenales de Lara        | Antonio Herrera Gutiérrez | 18 de noviembre | 7:30pm | Meridiano TV       |
| Cardenales de Lara        | 0 - 10             | Tiburones de La Guaira    | Universitario de Caracas  | 19 de noviembre | 6:00pm |                    |
| Caribes de Anzoátegui     | 2 - 13             | Tigres de Aragua          | José Pérez Colmenares     | 19 de noviembre | 5:30pm |                    |
| Bravos de Margarita       | 0 - 3              | Navegantes del Magallanes | José Bernardo Pérez       | 19 de noviembre | 5:30pm |                    |
| Leones del Caracas        | 0 - 3              | Águilas del Zulia         | Luis Aparicio "El Grande" | 19 de noviembre | 6:00pm | Meridiano TV       |
| Cardenales de Lara        | 4 - 5              | Tiburones de La Guaira    | Universitario de Caracas  | 20 de noviembre | 1:00pm | DirecTV            |
| Leones del Caracas        | 6 - 1              | Águilas del Zulia         | Luis Aparicio "El Grande" | 20 de noviembre | 1:00pm | Venevisión         |
| Bravos de Margarita       | 1 - 3              | Navegantes del Magallanes | La Ceiba                  | 20 de noviembre | 5:30pm |                    |
| Caribes de Anzoátegui     | 6 - 4              | Tigres de Aragua          | José Pérez Colmenares     | 20 de noviembre | 5:30pm | Meridiano TV       |

| Caribes de Anzoátegui     | 6 - 2               | Bravos de Margarita       | Nueva Esparta             | 22 de noviembre | 7:30pm |                 |
| Águilas del Zulia         | 8 - 0               | Leones del Caracas        | Universitario de Caracas  | 22 de noviembre | 7:30pm | Meridiano TV    |
| Tiburones de La Guaira    | 6 - 4               | Tigres de Aragua          | José Pérez Colmenares     | 22 de noviembre | 7:30pm | DirecTV         |
| Navegantes del Magallanes | 9 - 10 (11 innings) | Cardenales de Lara        | Antonio Herrera Gutiérrez | 22 de noviembre | 7:30pm | Promar TV       |
| Caribes de Anzoátegui     | 5 - 3               | Bravos de Margarita       | Nueva Esparta             | 23 de noviembre | 7:30pm |                 |
| Águilas del Zulia         | 3 - 2               | Leones del Caracas        | Universitario de Caracas  | 23 de noviembre | 7:30pm |                 |
| Tiburones de La Guaira    | 8 - 7               | Navegantes del Magallanes | José Bernardo Pérez       | 23 de noviembre | 7:30pm | DirecTV         |
| Tigres de Aragua          | 2 - 6               | Cardenales de Lara        | Antonio Herrera Gutiérrez | 23 de noviembre | 7:30pm | ESPN2 Promar TV |
| Navegantes del Magallanes | 2 - 4               | Bravos de Margarita       | Nueva Esparta             | 24 de noviembre | 7:30pm | Meridiano TV    |
| Águilas del Zulia         | 7 - 2               | Leones del Caracas        | Universitario de Caracas  | 24 de noviembre | 7:30pm | DirecTV         |
| Leones del Caracas        | 6 - 1               | Tigres de Aragua          | José Pérez Colmenares     | 24 de noviembre | 7:30pm |                 |
| Navegantes del Magallanes | 5 - 11              | Bravos de Margarita       | Nueva Esparta             | 25 de noviembre | 7:30pm | Meridiano TV    |
| Tigres de Aragua          | 3 - 4               | Caribes de Anzoátegui     | Alfonso Chico Carrasquel  | 25 de noviembre | 7:30pm | Anzoátegui TV   |
| Águilas del Zulia         | 3 - 11              | Tiburones de La Guaira    | Universitario de Caracas  | 25 de noviembre | 7:30pm |                 |
| Leones del Caracas        | 7 - 3               | Cardenales de Lara        | Antonio Herrera Gutiérrez | 25 de noviembre | 7:30pm | DirecTV         |
| Águilas del Zulia         | 2 - 0               | Bravos de Margarita       | Nueva Esparta             | 26 de noviembre | 6:00pm | Meridiano TV    |
| Tigres de Aragua          | 7 - 6               | Caribes de Anzoátegui     | Alfonso Chico Carrasquel  | 26 de noviembre | 6:00pm | Anzoátegui TV   |
| Tigres de Aragua          | 4 - 1               | Caribes de Anzoátegui     | Alfonso Chico Carrasquel  | 26 de noviembre | 9:00pm | Anzoátegui TV   |
| Leones del Caracas        | 3 - 4               | Tiburones de La Guaira    | Universitario de Caracas  | 26 de noviembre | 5:00pm |                 |
| Cardenales de Lara        | 2 - 12              | Navegantes del Magallanes | José Bernardo Pérez       | 26 de noviembre | 5:30pm |                 |
| Águilas del Zulia         | 7 - 3               | Bravos de Margarita       | Nueva Esparta             | 27 de noviembre | 6:00pm | Meridiano TV    |
| Tigres de Aragua          | 1 - 2               | Caribes de Anzoátegui     | Alfonso Chico Carrasquel  | 27 de noviembre | 4:00pm | Anzoátegui TV   |
| Cardenales de Lara        | 4 - 5               | Leones del Caracas        | Universitario de Caracas  | 27 de noviembre | 1:00pm | Venevisión      |
| Tiburones de La Guaira    | 5 - 6               | Navegantes del Magallanes | José Bernardo Pérez       | 27 de noviembre | 5:30pm | DirecTV         |

| Leones del Caracas        | 4 - 10                       | Navegantes del Magallanes | José Bernardo Pérez       | 28 de noviembre | 7:30pm | Meridiano TV         |
| Cardenales de Lara        | 12 - 8                       | Tiburones de La Guaira    | Universitario de Caracas  | 29 de noviembre | 7:30pm | DirecTV              |
| Caribes de Anzoátegui     | 3 - 5                        | Tigres de Aragua          | José Pérez Colmenares     | 29 de noviembre | 7:30pm | Meridiano TV         |
| Bravos de Margarita       | 3 - 2                        | Águilas del Zulia         | Luis Aparicio "El Grande" | 29 de noviembre | 7:30pm |                      |
| Cardenales de Lara        | 10 - 9                       | Tiburones de La Guaira    | Universitario de Caracas  | 30 de noviembre | 7:30pm |                      |
| Leones del Caracas        | 4 - 6                        | Tigres de Aragua          | José Pérez Colmenares     | 30 de noviembre | 7:30pm | ESPN2                |
| Caribes de Anzoátegui     | 4 - 1                        | Navegantes del Magallanes | La Ceiba                  | 30 de noviembre | 7:30pm | DirecTV              |
| Bravos de Margarita       | 12 - 5                       | Águilas del Zulia         | Luis Aparicio "El Grande" | 30 de noviembre | 7:30pm |                      |
| Caribes de Anzoátegui     | 2 - 3 (11 innings)           | Leones del Caracas        | Universitario de Caracas  | 1 de diciembre  | 7:30pm |                      |
| Bravos de Margarita       | Suspendido                   | Cardenales de Lara        | Antonio Herrera Gutiérrez | 1 de diciembre  | 7:30pm | Promar TV            |
| Tiburones de La Guaira    | 1 - 7                        | Águilas del Zulia         | Luis Aparicio "El Grande" | 1 de diciembre  | 7:30pm | Meridiano TV         |
| Caribes de Anzoategui     | Suspendido                   | Leones del Caracas        | Universitario de Caracas  | 2 de diciembre  | 7:30pm |                      |
| Tigres de Aragua          | 7 - 5                        | Navegantes del Magallanes | José Bernardo Pérez       | 2 de diciembre  | 7:30pm | DirecTV              |
| Bravos de Margarita       | 1 - 8                        | Cardenales de Lara        | Antonio Herrera Gutiérrez | 2 de diciembre  | 7:30pm |                      |
| Tiburones de La Guaira    | 6 - 0                        | Águilas del Zulia         | Luis Aparicio "El Grande" | 2 de diciembre  | 7:30pm | Meridiano TV         |
| Navegantes del Magallanes | 0 - 5                        | Bravos de Margarita       | Nueva Esparta             | 3 de diciembre  | 6:00pm | DirecTV              |
| Caribes de Anzoátegui     | Suspendido                   | Tiburones de La Guaira    | Universitario de Caracas  | 3 de diciembre  | 6:00pm |                      |
| Águilas del Zulia         | 3 - 2 (12 innings)           | Tigres de Aragua          | José Pérez Colmenares     | 3 de diciembre  | 6:00pm |                      |
| Leones del Caracas        | 0 - 1                        | Cardenales de Lara        | Antonio Herrera Gutiérrez | 3 de diciembre  | 7:59pm | Meridiano TV         |
| Navegantes del Magallanes | 0 - 4                        | Bravos de Margarita       | Nueva Esparta             | 4 de diciembre  | 6:00pm | DirecTV              |
| Caribes de Anzoátegui     | 6 - 7                        | Tiburones de La Guaira    | Universitario de Caracas  | 4 de diciembre  | 1:00pm |                      |
| Caribes de Anzoátegui     | 0 - 4                        | Tiburones de La Guaira    | Universitario de Caracas  | 4 de diciembre  | 5:00pm |                      |
| Águilas del Zulia         | Suspendido                   | Tigres de Aragua          | José Pérez Colmenares     | 4 de diciembre  | 5:30pm | Meridiano TV         |
| Leones del Caracas        | 2 - 3 Terminó por la lluvia. | Cardenales de Lara        | Antonio Herrera Gutiérrez | 4 de diciembre  | 2:00pm | Venevisión Promar TV |

| Caribes de Anzoategui     | 3 - 13             | Leones del Caracas        | Universitario de Caracas  | 5 de diciembre  | 7:30pm | Meridiano TV           |
| Tiburones de La Guaira    | 10 - 8             | Caribes de Anzoátegui     | Alfonso Chico Carrasquel  | 6 de diciembre  | 7:30pm | Meridiano TV           |
| Bravos de Margarita       | Suspendido         | Leones del Caracas        | Universitario de Caracas  | 6 de diciembre  | 7:30pm | DirecTV                |
| Navegantes del Magallanes | 3 - 2              | Tigres de Aragua          | José Pérez Colmenares     | 6 de diciembre  | 7:30pm | Venevisión             |
| Cardenales de Lara        | 6 - 7              | Águilas del Zulia         | Luis Aparicio "El Grande" | 6 de diciembre  | 7:30pm |                        |
| Tiburones de La Guaira    | 0 - 3              | Caribes de Anzoátegui     | Alfonso Chico Carrasquel  | 7 de diciembre  | 7:30pm | Anzoátegui TV          |
| Bravos de Margarita       | Suspendido         | Navegantes del Magallanes | José Bernardo Pérez       | 7 de diciembre  | 7:30pm | ESPN2                  |
| Cardenales de Lara        | Suspendido         | Águilas del Zulia         | Luis Aparicio "El Grande" | 7 de diciembre  | 7:30pm | Promar TV              |
| Navegantes del Magallanes | 2 - 1              | Caribes de Anzoátegui     | Alfonso Chico Carrasquel  | 8 de diciembre  | 7:30pm | Meridiano TV           |
| Bravos de Margarita       | 1 - 5              | Tiburones de La Guaira    | Universitario de Caracas  | 8 de diciembre  | 7:30pm |                        |
| Tigres de Aragua          | 5 - 1              | Cardenales de Lara        | Antonio Herrera Gutiérrez | 8 de diciembre  | 7:30pm | Promar TV              |
| Leones del Caracas        | 1 - 8              | Águilas del Zulia         | Luis Aparicio "El Grande" | 8 de diciembre  | 7:30pm | DirecTV                |
| Navegantes del Magallanes | 0 - 1 (10 innings) | Caribes de Anzoátegui     | Alfonso Chico Carrasquel  | 9 de diciembre  | 7:30pm | Meridiano TV           |
| Bravos de Margarita       | 13 - 6             | Tiburones de La Guaira    | Universitario de Caracas  | 9 de diciembre  | 7:30pm |                        |
| Tigres de Aragua          | 0 - 3              | Cardenales de Lara        | Antonio Herrera Gutiérrez | 9 de diciembre  | 7:30pm | Promar TV              |
| Leones del Caracas        | 3 - 0              | Águilas del Zulia         | Luis Aparicio "El Grande" | 9 de diciembre  | 7:30pm | DirecTV                |
| Bravos de Margarita       | 3 - 4 (12 innings) | Caribes de Anzoátegui     | Alfonso Chico Carrasquel  | 10 de diciembre | 6:00pm | Anzoátegui TV          |
| Tiburones de La Guaira    | 8 - 2              | Leones del Caracas        | Universitario de Caracas  | 10 de diciembre | 5:00pm | Meridiano TV           |
| Cardenales de Lara        | 2 - 4              | Navegantes del Magallanes | José Bernardo Pérez       | 10 de diciembre | 5:30pm | DirecTV                |
| Tigres de Aragua          | 1 - 10             | Águilas del Zulia         | Luis Aparicio "El Grande" | 10 de diciembre | 5:30pm |                        |
| Bravos de Margarita       | 4 - 11             | Caribes de Anzoátegui     | Alfonso Chico Carrasquel  | 11 de diciembre | 4:00pm | Anzoátegui TV          |
| Navegantes del Magallanes | 3 - 1              | Leones del Caracas        | Universitario de Caracas  | 11 de diciembre | 7:00pm | Venevisión             |
| Tiburones de La Guaira    | 2 - 5              | Cardenales de Lara        | Antonio Herrera Gutiérrez | 11 de diciembre | 3:00pm | Meridiano TV Promar TV |
| Tigres de Aragua          | 4 - 3              | Águilas del Zulia         | Luis Aparicio "El Grande" | 11 de diciembre | 4:00pm | DirecTV                |

| Navegantes del Magallanes | 5 - 8               | Leones del Caracas        | Universitario de Caracas  | 14 de diciembre | 7:30pm | DirecTV           |
| Caribes de Anzoátegui     | 7 - 8               | Tigres de Aragua          | José Pérez Colmenares     | 14 de diciembre | 7:30pm | ESPN2             |
| Bravos de Margarita       | 5 - 3               | Cardenales de Lara        | Antonio Herrera Gutiérrez | 14 de diciembre | 6:30pm | Promar TV         |
| Bravos de Margarita       | 1 - 0               | Cardenales de Lara        | Antonio Herrera Gutiérrez | 14 de diciembre | 8:30pm | Promar TV         |
| Leones del Caracas        | 3 - 4               | Tiburones de La Guaira    | Universitario de Caracas  | 15 de diciembre | 7:30pm | DirecTV           |
| Caribes de Anzoátegui     | 2 - 5               | Tigres de Aragua          | José Pérez Colmenares     | 15 de diciembre | 7:30pm |                   |
| Águilas del Zulia         | 9 - 10 (12 innings) | Navegantes del Magallanes | José Bernardo Pérez       | 15 de diciembre | 7:30pm | Meridiano TV      |
| Bravos de Margarita       | 2 - 3 (12 innings)  | Cardenales de Lara        | Antonio Herrera Gutiérrez | 15 de diciembre | 7:30pm | Promar TV         |
| Caribes de Anzoátegui     | 4 - 8               | Tiburones de La Guaira    | Universitario de Caracas  | 16 de diciembre | 7:30pm | Meridiano TV      |
| Águilas del Zulia         | 9 - 1               | Tigres de Aragua          | José Pérez Colmenares     | 16 de diciembre | 7:30pm |                   |
| Navegantes del Magallanes | 4 - 5               | Cardenales de Lara        | Antonio Herrera Gutiérrez | 16 de diciembre | 7:30pm | DirecTV Promar TV |
| Águilas del Zulia         | 9 - 2               | Tiburones de La Guaira    | Universitario de Caracas  | 17 de diciembre | 5:00pm | Meridiano TV      |
| Leones del Caracas        | 3 - 2               | Bravos de Margarita       | Nueva Esparta             | 17 de diciembre | 5:30pm | Venevisión        |
| Cardenales de Lara        | 15 - 8              | Tigres de Aragua          | José Pérez Colmenares     | 17 de diciembre | 5:30pm | DirecTV           |
| Caribes de Anzoátegui     | 0 - 8               | Navegantes del Magallanes | José Bernardo Pérez       | 17 de diciembre | 5:30pm |                   |
| Leones del Caracas        | 4 - 3               | Bravos de Margarita       | Nueva Esparta             | 18 de diciembre | 5:30pm | Venevisión        |
| Águilas del Zulia         | 5 - 1               | Navegantes del Magallanes | José Bernardo Pérez       | 18 de diciembre | 5:30pm | Meridiano TV      |
| Caribes de Anzoátegui     | 3 - 8               | Tiburones de La Guaira    | Universitario de Caracas  | 18 de diciembre | 1:00pm | Meridiano TV      |
| Tigres de Aragua          | 6 - 5               | Cardenales de Lara        | Antonio Herrera Gutiérrez | 18 de diciembre | 2:00pm | DirecTV Promar TV |

| Tigres de Aragua          | 4 - 5  | Leones del Caracas        | Universitario de Caracas  | 19 de diciembre | 7:30pm | Meridiano TV  |
| Leones del Caracas        | 5 - 3  | Caribes de Anzoátegui     | Alfonso Chico Carrasquel  | 20 de diciembre | 7:30pm | Venevisión    |
| Bravos de Margarita       | 1 - 2  | Tiburones de La Guaira    | Universitario de Caracas  | 20 de diciembre | 7:30pm | DirecTV       |
| Cardenales de Lara        | 5 - 4  | Tigres de Aragua          | José Pérez Colmenares     | 20 de diciembre | 7:30pm |               |
| Navegantes del Magallanes | 10 - 3 | Águilas del Zulia         | Luis Aparicio "El Grande" | 20 de diciembre | 7:30pm | Meridiano TV  |
| Leones del Caracas        | 8 - 7  | Caribes de Anzoátegui     | Alfonso Chico Carrasquel  | 21 de diciembre | 7:30pm | Anzoátegui TV |
| Bravos de Margarita       | 9 - 11 | Tiburones de La Guaira    | Universitario de Caracas  | 21 de diciembre | 7:30pm |               |
| Navegantes del Magallanes | 0 - 6  | Águilas del Zulia         | Luis Aparicio "El Grande" | 21 de diciembre | 7:30pm | ESPN2 DirecTV |
| Caribes de Anzoátegui     | 7 - 5  | Leones del Caracas        | Universitario de Caracas  | 22 de diciembre | 7:30pm | DirecTV       |
| Tiburones de La Guaira    | 4 - 5  | Navegantes del Magallanes | José Bernardo Pérez       | 22 de diciembre | 7:30pm |               |
| Águilas del Zulia         | 9 - 0  | Cardenales de Lara        | Antonio Herrera Gutiérrez | 22 de diciembre | 5:30pm | Promar TV     |
| Cardenales de Lara        | 4 - 3  | Águilas del Zulia         | Antonio Herrera Gutiérrez | 22 de diciembre | 8:30pm | Venevisión    |
| Caribes de Anzoátegui     | 3 - 2  | Leones del Caracas        | Universitario de Caracas  | 23 de diciembre | 1:00pm | Meridiano TV  |
| Tigres de Aragua          | 4 - 5  | Navegantes del Magallanes | José Bernardo Pérez       | 23 de diciembre | 4:00pm | DirecTV       |
| Águilas del Zulia         | 3 - 1  | Cardenales de Lara        | Antonio Herrera Gutiérrez | 23 de diciembre | 4:00pm | Venevisión    |

| Águilas del Zulia         | 2 - 3              | Caribes de Anzoátegui     | Alfonso Chico Carrasquel  | 26 de diciembre                             | 7:30pm | Meridiano TV            |
| Tiburones de La Guaira    | 2 - 6              | Cardenales de Lara        | Antonio Herrera Gutiérrez | 26 de diciembre                             | 7:30pm | DirecTV                 |
| Bravos de Margarita       | 12 - 11            | Navegantes del Magallanes | José Bernardo Pérez       | 26 de diciembre                             | 7:30pm |                         |
| Águilas del Zulia         | 1 - 2              | Caribes de Anzoátegui     | Alfonso Chico Carrasquel  | 27 de diciembre                             | 7:30pm | Meridiano TV            |
| Navegantes del Magallanes | 1 - 6              | Tiburones de La Guaira    | Universitario de Caracas  | 27 de diciembre                             | 7:30pm | Venevisión              |
| Tigres de Aragua          | 2 - 4              | Cardenales de Lara        | Antonio Herrera Gutiérrez | 27 de diciembre                             | 7:30pm | DirecTV                 |
| Tiburones de La Guaira    | 0 - 1              | Bravos de Margarita       | Nueva Esparta             | 28 de diciembre Día de los Santos Inocentes | 7:30pm |                         |
| Tigres de Aragua          | 6 - 3              | Leones del Caracas        | Universitario de Caracas  | 28 de diciembre Día de los Santos Inocentes | 7:30pm | ESPN2                   |
| Navegantes del Magallanes | 4 - 12             | Águilas del Zulia         | Luis Aparicio "El Grande" | 28 de diciembre Día de los Santos Inocentes | 7:30pm | DirecTV                 |
| Tiburones de La Guaira    | 6 - 2              | Bravos de Margarita       | Nueva Esparta             | 29 de diciembre                             | 7:30pm |                         |
| Cardenales de Lara        | 5 - 1              | Caribes de Anzoátegui     | Alfonso Chico Carrasquel  | 29 de diciembre                             | 7:30pm | Anzoátegui TV           |
| Leones del Caracas        | 0 - 10             | Navegantes del Magallanes | José Bernardo Pérez       | 29 de diciembre                             | 7:30pm | Venevisión Meridiano TV |
| Águilas del Zulia         | Cancelado          | Tigres de Aragua          | José Pérez Colmenares     | 29 de diciembre                             | 7:30pm |                         |
| Bravos de Margarita       | 5 - 2              | Leones del Caracas        | Universitario de Caracas  | 30 de diciembre                             | 2:00pm | DirecTV                 |
| Águilas del Zulia         | 1 - 4              | Tigres de Aragua          | José Pérez Colmenares     | 30 de diciembre                             | 2:30pm | Meridiano TV            |
| Águilas del Zulia         | 0 - 3              | Tigres de Aragua          | José Pérez Colmenares     | 30 de diciembre                             | 5:30pm | Meridiano TV            |
| Cardenales de Lara        | 3 - 4 (12 innings) | Caribes de Anzoátegui     | Alfonso Chico Carrasquel  | 30 de diciembre                             | 3:30pm |                         |

## Jugador de la Semana "Multinacional de Seguros"
| Semana    | Pos                             | Jugador       | Equipo                    |
| --------- | ------------------------------- | ------------- | ------------------------- |
| Semana 1  | Receptor                        | Jesús Flores  | Navegantes del Magallanes |
| Semana 2  | Primera base Bateador designado | Luis Jiménez  | Cardenales de Lara        |
| Semana 3  | Lanzador                        | Alex Herrera  | Caribes de Anzoátegui     |
| Semana 4  | Segunda base                    | José Altuve   | Navegantes del Magallanes |
| Semana 5  | Jardinero                       | Oscar Salazar | Tiburones de La Guaira    |
| Semana 6  | Lanzador                        | Renyel Pinto  | Caribes de Anzoátegui     |
| Semana 7  | Jardinero                       | Gregor Blanco | Tiburones de La Guaira    |
| Semana 8  | Jardinero                       | César Suárez  | Tiburones de La Guaira    |
| Semana 9  | Campocorto                      | Luis Núñez    | Caribes de Anzoátegui     |
| Semana 10 | Primera base                    | Alex Cabrera  | Tiburones de La Guaira    |
| Semana 11 | Bateador designado              | Stephen Vogt  | Leones del Caracas        |
| Semana 12 | Campocorto                      | Mario Lisson  | Navegantes del Magallanes |

## Round Robin
Jugado del 2 de enero al 21 de enero de 2012.
| Pos | Equipo                    | J  | G  | P  | AVE. | V   | Racha |
| --- | ------------------------- | -- | -- | -- | ---- | --- | ----- |
| 1   | Tigres de Aragua          | 16 | 10 | 6  | .625 | -   | P1    |
| 2   | Tiburones de la Guaira    | 17 | 10 | 7  | .529 | 1.5 | G3    |
| 3   | Navegantes del Magallanes | 18 | 10 | 8  | .500 | 2   | P2    |
| 4   | Caribes de Anzoátegui     | 17 | 9  | 8  | .471 | 2.5 | G1    |
| 5   | Águilas del Zulia         | 16 | 3  | 13 | .133 | 7   | P1    |

|  | Clasifica a la Final                                   |
|  | Jugarán una jornada extra, a disputarse el 22 de enero |

Cabe destacar que en esta ronda el club Águilas del Zulia impuso un récord negativo de 11 reveses consecutivos sin haber obtenido victoria alguna, superando el impuesto por los Navegantes del Magallanes con 9 en la temporada 1989-90.

## Jornada extra
Ambos juegos se disputarán en el estadio Universitario de Caracas el 22 de enero
Magallanes vs. Anzoátegui
| Equipo                    | 1 | 2 | 3 | 4 | 5 | 6 | 7 | 8 | 11 | C | H  | E |
| ------------------------- | - | - | - | - | - | - | - | - | -- | - | -- | - |
| Navegantes del Magallanes | 0 | 0 | 0 | 0 | 0 | 0 | 3 | 2 | 1  | 6 | 11 | 1 |
| Caribes de Anzoátegui     | 0 | 0 | 0 | 0 | 0 | 4 | 0 | 1 | 0  | 5 | 10 | 1 |

Caribes de Anzoátegui eliminados
Magallanes vs La Guaira
| Equipo                    | 1 | 2 | 3 | 4 | 5 | 6 | 7 | 8 | 9 | C  | H  | E |
| ------------------------- | - | - | - | - | - | - | - | - | - | -- | -- | - |
| Navegantes del Magallanes | 1 | 0 | 0 | 0 | 0 | 0 | 0 | 0 | 0 | 1  | 7  | 2 |
| Tiburones de La Guaira    | 4 | 0 | 2 | 0 | 0 | 6 | 4 | 0 | x | 16 | 22 | 1 |

Navegantes del Magallanes eliminados

## Serie Final
La final comenzó el 23 de enero y terminó el 29 de enero de 2011.